# Obelisk Gloucestershire Regiment

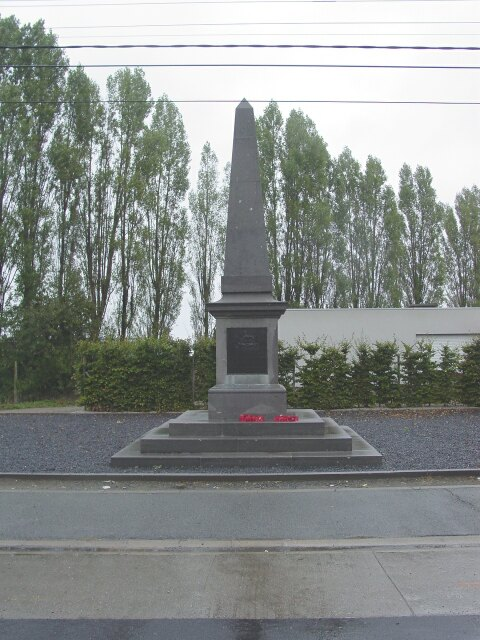
Het gedenkteken

De Obelisk Gloucestershire Regiment is een oorlogsmonument in de tot de West-Vlaamse gemeente Zonnebeke behorende plaats Geluveld, gelegen aan de Menenstraat.

## Geschiedenis
De hoek van de Meensestraat, de Oude Kortrijkstraat en de Beukenhorstweg stond bij de Britse troepen bekend als Clapham Junction, vernoemd naar een buurt in Londen. Het daar aanwezige Kasteel Beukenhorst werd aangeduid als Stirling Castle.
Dit kruispunt was tot april 1915 in Britse handen, daarna in Duitse handen tot de Derde Slag om Ieper (oktober 1917), toen in Britse handen, maar bij het Lenteoffensief van 1918 kwam het weer in Duits bezit.
Het was een belangrijk punt voor troepenverplaatsingen en werd dus vaak beschoten. Vanaf de zomer 1915 bouwden de Duitsers hier een infanterietunnel van 1500 meter: de Hooge Tunnel. Ook de Britten waren actief in het bouwen van ondergrondse installaties, waarvan één in het kasteelpark.

## Monument
Op Clapham Junction staat, tegenover het monument voor het Gloucestershire Regiment, ook een monument voor de 18th Division, op het grondgebied van Zillebeke.
Het Gloucestershire Regiment was betrokken bij de Eerste en de Tweede Slag om Ieper. Het monument werd ontworpen door Captain Ebbut, een voormalig soldaat van dit regiment. Het werd in 1925 ingehuldigd. Het is een obelisk op een podium van drie treden, met op de sokkel een bronzen gedenkplaat met tekst, die onder meer de talrijke veldslagen opsomt waarbij het regiment actief is geweest.